# Isztriai–dalmát exodus

Az isztriai–dalmát exodus (olaszul: esodo giuliano dalmata, horvátul: istarsko-dalmatinski egzodus) a második világháború utáni olasz (isztriai olaszok és dalmát olaszok), valamint szlovén, horvát és isztroromán népesség Jugoszláviából való távozása volt. Azok az emigránsok, akik a mai jugoszláv területeken, a Júliai Krajina (benne a Karsztvidékkel és az Isztriával), a Kvarner és Dalmácia területén éltek, nagyrészt Olaszországba mentek, de néhányan csatlakoztak az amerikai, ausztrál és dél-afrikai olasz diaszpórához is. Ezek a régiók korábban etnikailag vegyesek voltak, hosszú múltra visszatekintő történelmi horvát, olasz és szlovén közösségekkel. Az első világháború után az Olasz Királyság annektálta az Isztriát, a Kvarnert, a Júliai Krajinát és Dalmácia egyes részeit, köztük Zára városát. A második világháború végén a szövetségesek Olaszországgal kötött békeszerződése értelmében az egykori olasz területek Isztria, Kvarner, a Júliai Krajina és Dalmácia, a Trieszti régió kivételével Jugoszlávához kerültek. A Jugoszláviához csatolt egykori területek a mai Horvátország és Szlovénia részei.
A különböző források és becslések szerint a távozók száma 230 000 és 350 000 közötti olasz (a többiek olyan szlovének, horvátok és isztrorománok, akik úgy döntöttek, hogy felveszik az olasz állampolgárságot) volt, akik a térséget a háború után hagyták el. Az elvándorlás 1943-ban kezdődött és csak 1960-ban ért véget. A 2001-es horvátországi és a 2002-es szlovéniai népszámlálás adatai szerint a volt Jugoszlávia területén maradt olaszok száma 21 894 fő (Szlovéniában 2258, Horvátországban 19 636) volt.
A jugoszláv partizánok és a jugoszláv Népvédelmi Osztály (OZNA) a második világháború alatt és az elvándorlás első éveiben, az úgynevezett foiba-mészárlások során több száz, akár tízezer olasz nemzetiségűt (isztriai és dalmáciai olaszokat) ölt meg vagy végzett ki. A háború után 1947-től az isztriai és dalmáciai olaszokat a jugoszláv hatóságok kevésbé erőszakos megfélemlítéseknek vetették alá, mint például az államosítás, a kisajátítás és a diszkriminatív adóztatás, ami a kivándorláson kívül nem sok lehetőséget biztosított számukra.

## Történeti áttekintés
Az Isztria latin nyelvű lakossága a Római Birodalom bukása óta létezik, amikor az Isztria teljesen latinizálódott. A tengerparti városokban főleg olasz lakosság élt, akik kereskedelem révén kapcsolódtak más területekkel, de a belső részek lakossága többnyire szláv, különösen horvát volt. Az isztriai olaszok évszázadokon át a teljes lakosság több mint 50%-át tették ki, míg 1900-ban a lakosság körülbelül egyharmadát alkották. Az 1910-es osztrák népszámlálás szerint Isztria 404 309 lakosa közül 168 116 (41,6%) beszélt horvátul, 147 416 (36,5%) olaszul, 55 365 (13,7%) szlovénul, 13 279 németül (3,8%), 882 (0,2%) beszélt románul, és 2116-an (0,5%) beszéltek más nyelvet, 17 135-en (4,2%) pedig nem voltak állampolgárok, akiktől nem kérdezték meg a kommunikáció nyelvét. (Isztria abban az időben magában foglalta a Karsztvidék és a Liburnia egyes részeit is). Tehát az Isztriai-félszigeten az első világháború előtt a helyi lakosok mintegy harmadát (36,5%) a helyi olaszok tették ki. A dalmáciai olaszok majdnem teljes eltűnését (1803-ban még 92 500, vagyis a teljes dalmát lakosság közel 33%-át tették ki, míg most már csak alig 300-an vannak) olyan tudósok, mint pl. R. J. Rummel a democídiummal és az etnikai tisztogatással hozták összefüggésbe.

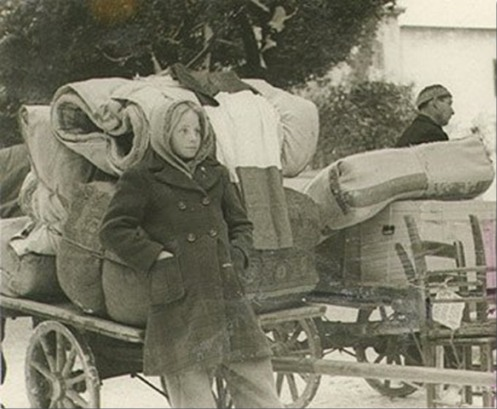
Fiatal olasz menekült nő 1945-ben olasz trikolorral letakart holmikkal megrakott szekerével

1918 és 1943 között érkezett az olaszok új hulláma, akik nem tartoztak az őslakos velencei ajkú isztriaiak közé. Akkoriban a Horvát Tengermellék (Primorska), az Isztria, Fiume, Dalmácia egy része, valamint Cres, Lastovo és Palagruža szigetei (és 1941-től 1943-ig Krk is) Olaszország része volt. Az Olasz Királyság 1936-os népszámlálása a mai Szlovénia és Horvátország akkor Olaszországhoz tartozó területén hozzávetőleg 230 000 olyan embert jelölt meg, akik kommunikációs nyelvükként az olaszt tüntették fel, (a mai Horvátország területén kb. 194 000-et, a mai Szlovénia pedig kb. 36 000-et).
A második világháború végétől 1953-ig különböző adatok szerint 250-350 ezren vándoroltak ki ezekről a vidékekről. Ha összesen 350 000 főt számolunk, akkor, mivel a második világháború előtt az olaszok száma 225 000 volt (150 000 az Isztria, a többi pedig Fiume és Dalmácia területén élt), a többiek szlovének és horvátok lehettek. Matjaž Klemenčič szerint egyharmaduk olyan szlovén és horvát volt, akik szemben álltak a jugoszláviai kommunista kormánnyal, de ez a szám vitatott. Kétharmaduk olyan helyi olasz nemzetiségű kivándorló volt, akik 1940. június 10-én állandó jelleggel ebben a régióban éltek, és kifejezték óhajukat, hogy olasz állampolgárságot szerezzenek, és Olaszországba emigráljanak. Jugoszláviában optantinak (választóknak), Olaszországban esulinak (száműzöttek) hívták őket. Az olaszok kivándorlása csökkentette a régió összlakosságát és megváltoztatta történelmi etnikai összetételét. 1953-ban 36 000 nyilvántartott olasz élt Jugoszláviában, ami mindössze 16%-a a második világháború előtti 225 000 olasznak.

## Története

### A kezdetektől

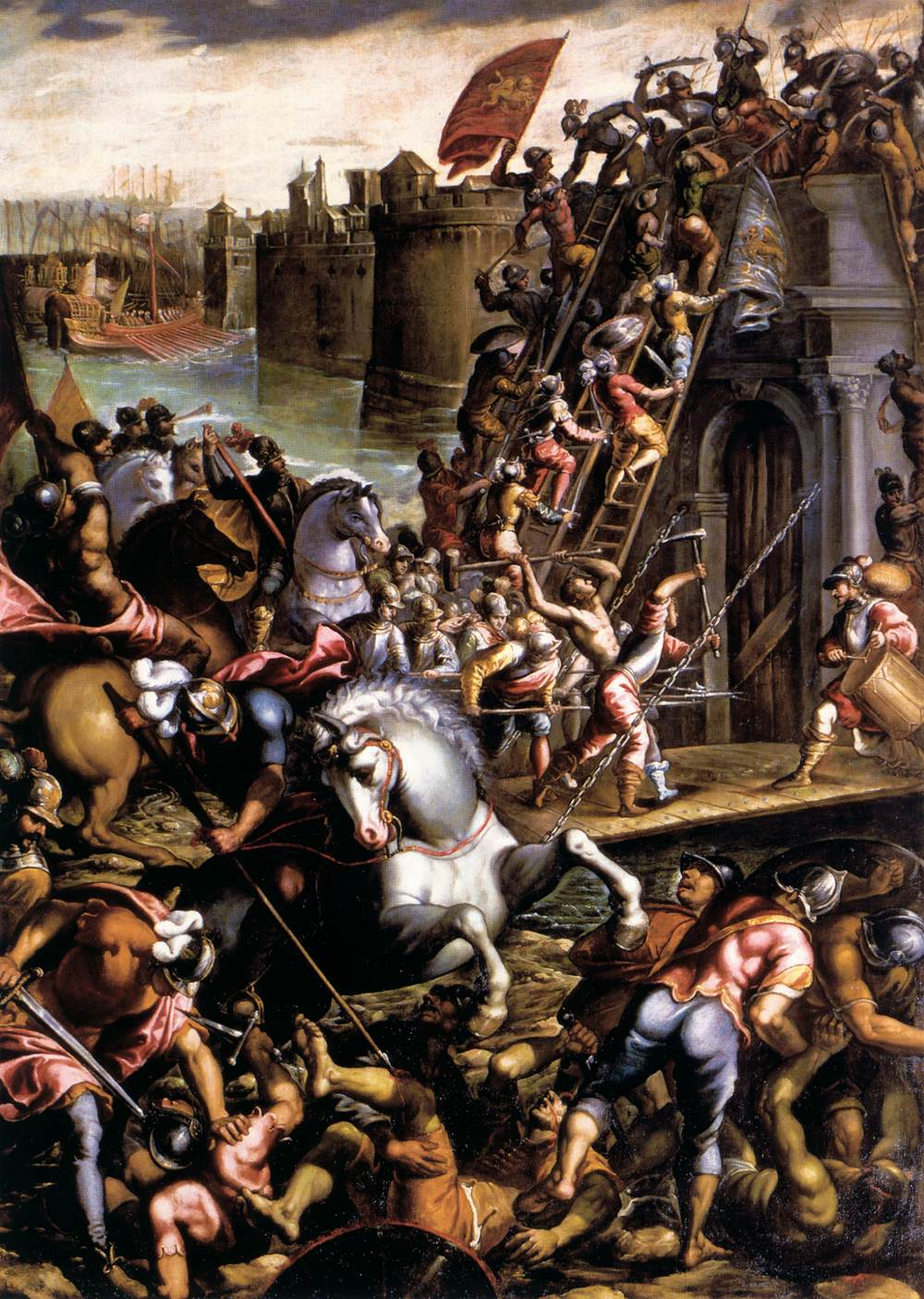
Zára 1202-es ostroma (Andrea Vincentino festménye)

A 9. század és 1797 között a Velencei Köztársaság kiterjesztette uralmát az Isztria és Dalmácia tengerparti részeire. Közben többször megtámadta és megszállta Zárát. Az ostromok közül különösen emlékezets volt az 1202-es ostrom, amikor Velence a negyedik keresztes hadjáraton részt vevő  keresztes lovagokat felhasználva bevette, majd feldúlta, lerombolta és kirabolta a várost, melynek lakossága vidékre menekült. Megtorlásul III. Ince pápa kiközösítette a velenceieket és a kereszteseket, mert megtámadtak egy katolikus várost. A velenceiek ugyanezt a keresztes hadjáratot használták fel a Raguzai Köztársaság megtámadására is, adófizetésre kényszerítve a köztársaságot, majd folytatták a keresztény ortodox Konstantinápoly kifosztásával, ahol kifosztották és terrorizálták a várost, megöltek 2000 civilt, megerőszakoltak apácákat és elpusztították a keresztény templomokat. Velence megkapta a rabolt kincsek nagy részét.
Isztria tengerparti területei és városai a 9. században kerültek velencei uralom alá. 1145-ben Póla, Koper és Izola városok felkeltek a Velencei Köztársaság ellen, de vereséget szenvedtek, és Velencei irányítás alatt maradtak. 1267. február 15-én formálisan Poreč is a velencei állam része lett. Nem sokkal ezután más tengerparti városok is követték. A Velencei Köztársaság fokozatosan vette uralma alá Nyugat-Isztria teljes tengerparti területét és a félsziget keleti részén Plominig terjedő területet. Dalmáciát 1409-ben 100 ezer aranyért szerezte meg a Velencei Köztársaság a Magyar Királyságtól, de csak 1420-tól konszolidálták teljesen.
A középkortól kezdve a növekvő népességnek és a délről és keletről előretörő oszmánok nyomásának köszönhetően, a szlávok száma az Adriai-tenger partján és környékén folyamatosan nőtt. Ez oda vezetett, hogy az itáliaiak egyre inkább a városi területekre húzódtak vissza, míg a vidéket – bizonyos elszigetelt kivételektől eltekintve – szlávok népesítették be. Konkrétan a lakosság partmenti városi közösségekre (főleg olaszul beszélők) és vidéki közösségekre (főleg szláv nyelvűek) oszlott, csekély kisebbségben voltak még morlákok és isztrorománok.
A Velencei Köztársaság hatása 1797-ig érvényesült az Isztria és Dalmácia újlatin népességre, amikor Napóleon ezekjet a területeket is meghódította. Az olasz reneszánsz idején Capodistria és Póla fontos művészeti és kulturális központok voltak. A középkortól a 19. századig az isztriai és dalmáciai olasz és szláv közösségek békésen éltek egymás mellett, mert tekintettel arra, hogy általánosságban „isztriai”, „dalmát”, „román” vagy „szláv” néven határozták meg magukat, nem volt nemzeti azonosságtudatuk.

### Osztrák uralom alatt

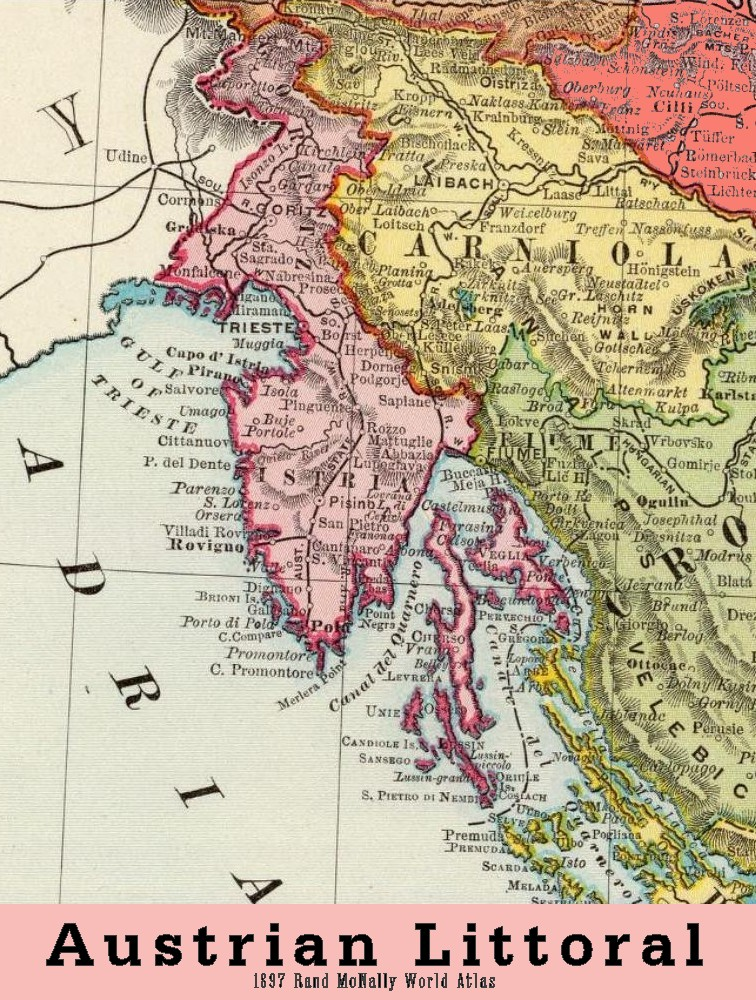
Az Osztrák Tengermellék 1897-ben.

Napóleon bukása (1814) után az Isztria, a Kvarner és Dalmácia az Osztrák Birodalomhoz került. Sok isztriai olasz és dalmát olasz együttérzéssel nézett az Olaszország egyesítéséért küzdő Risorgimento mozgalom felé. A harmadik olasz szabadságharc (1866) után azonban, amikor Veneto és Friuli régiókat az osztrákok átengedték az újonnan megalakult Olasz Királyságnak, Isztria és Dalmácia az Adriai-tenger keleti részén fekvő többi olasz nyelvterülettel együtt az Osztrák–Magyar Monarchia része maradt. Ez az olasz irredentizmus fokozatos felemelkedését váltotta ki sok isztriai, kvarneri és dalmáciai olasz körében, akik követelték a Júliai Krajina, a Kvarner és Dalmácia egyesítését Olaszországgal. Az isztriai, kvarneri és dalmáciai olaszok támogatták az olasz Risorgimentót: ennek következtében az osztrákok ellenségnek tekintették az olaszokat, és az isztriai, kvarneri és dalmáciai szláv közösségeket részesítették előnyben.
A Minisztertanács 1866. november 12-iki ülésén I. Ferenc József császár egy széleskörű tervet vázolt fel, amelynek célja a birodalom olasz lakosságú területeinek elnémetesítése vagy elszlávosítása volt:
|  | „Őfelsége azt a határozott utasítást adta, hogy határozottan kell fellépni a korona egyes vidékein még ma is jelenlévő olasz elemek befolyása ellen, amelyek elfoglalják az állami, bírósági, főalkalmazotti tisztségeket, valamint a sajtót, ezért a körülményeknek megfelelő energiával és bármire való tekintet nélkül dolgozzanak e területek németesítésén és elszlávosításán Dél-Tirolban, Dalmáciában és Tengermelléken. Őfelsége erős kötelességükre hívja fel a központi hivatalokat, hogy határozataik során így járjanak el.” |
|  | |

Az isztriai olaszok évszázadokon át a teljes lakosság több mint 50%-át míg 1900-ban a lakosság körülbelül egyharmadát tették ki. Dalmáciában, különösen a tengerpart városaiban, egykor jelentős helyi olasz lakosság (dalmáciai olaszok) élt, mely 1803-ban Dalmácia teljes lakosságának 33%-át tette ki, de ez 1816-ban 20%-ra csökkent. Az osztrák népszámlálás szerint 1865-ben a dalmáciai olaszok a lakosságnak már csak 12,5%-át tették ki. Az 1910-es osztrák-magyar népszámlálás szerint Isztria lakosságának 57,8%-a szláv ajkú (horvát és szlovén), 38,1%-a pedig olasz anyanyelvű volt. Az osztrák uralom alatti Dalmát Királyság (azaz Dalmácia) esetében az 1910-es adatok szerint a lakosság 96,2%-a szláv és 2,8%-a olasz nyelvű volt. 1909-ben Dalmáciában az olasz nyelv elvesztette hivatalos nyelvi státuszát, és a horvát helyett (korábban mindkét nyelvet elismerték) az olaszt a köz- és adminisztratív szférában már nem lehetett használni.

### Az első világháború és következményei
1915-ben az Olasz Királyság felmondta szövetségi viszonyát a központi hatalmakkal, és hadat üzent az Osztrák-Magyar Monarchiának, ami főleg az isonzói és piavei fronton véres konfliktusokhoz vezetett. Nagy-Britannia, Franciaország és Oroszország a semleges Olaszországot a maguk oldalára akarta állítani, Olaszország azonban kemény követeléseket támasztott, és a háború megnyerése esetére kiterjedt területi engedményeket követelt. Az 1915-ös londoni egyezmény értelmében a háborúba lépéséről szóló egyezményben Olaszország nemcsak az olasz nyelvű Trentinót és Triesztet, hanem a többségben németül beszélő lakosságú Dél-Tirolt és Isztriát (amelybe nagy nem olasz közösségek is beletartoznak) csatolhatta magához, hanem Dalmácia északi részét is, beleértve Zára (Zara) és Šibenik (Sebenico) területeit. A főleg olasz lakosságú Fiumét kizárták az egyezségből.

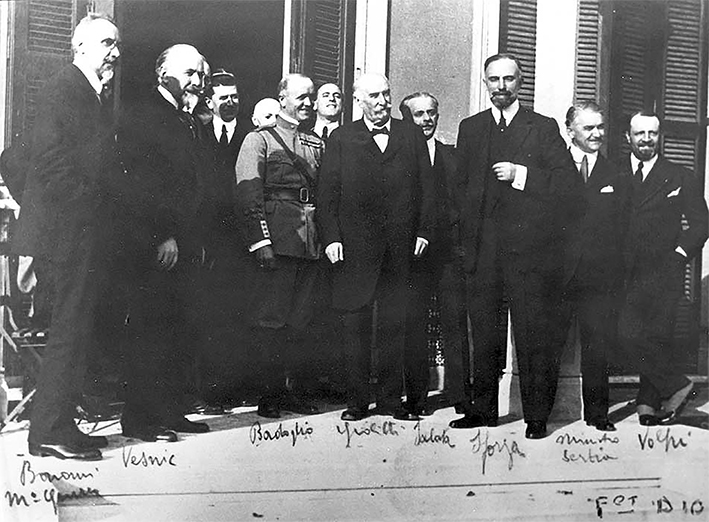
A küldöttségek az 1920-as rapallói szerződés aláírásakor.

A háború után a Szerb–Horvát–Szlovén Királyság (később Jugoszláv Királyság) és az Olasz Királyság között létrejött rapallói szerződés (1920. november 12.) szerint Olaszország annektálta a dalmáciai Zárát és néhány kisebb szigetet, szinte az egész Isztria területét Trieszttel, de Krk szigete és Kastav község nagyobb része a Szerb-Horvát-Szlovén Királysághoz került. A római szerződés (1924. január 27.) értelmében a Fiumei Szabadállamot Olaszország és Jugoszlávia között osztották fel.
1910. december 31. és 1921. december 1. között Isztria lakosságának 15,1%-át veszítette el. A legutóbbi felmérés az osztrák birodalom alatt 404 309 lakost regisztrált, amely a háború utáni első olasz népszámláláskor 343 401-re csökkent. Bár a csökkenés minden bizonnyal az első világháborúhoz és a politikai közigazgatás változásaihoz köthető, a kivándorlás is jelentős tényező volt. Az első világháborút közvetlenül követő időszakban az Isztriában intenzív migrációs kiáramlás ment végbe. Pólát például súlyosan érintette a több mint 20 000 katonából és biztonsági erőből álló, hatalmas osztrák katonai és bürokratikus apparátus drasztikus leépítése, valamint a haditengerészeti hajógyár alkalmazottainak elbocsátása. Az Olaszország többi részén kialakult súlyos gazdasági válság miatt horvát parasztok ezrei költöztek Jugoszláviába, amely az isztriai kivándorlás fő célpontjává vált. Megbízható statisztikák hiányában az isztriai kivándorlás valós mértékét ebben az időszakban nem lehet pontosan felmérni. Különböző forrásokból és különböző kutatási módszerekkel közölt becslések azt mutatják, hogy 1918–1921 között körülbelül 30 000 isztriai vándorolt ki. Többségük osztrák, magyar és olyan szláv ajkú állampolgár volt, akik korábban az Osztrák-Magyar Monarchiának dolgoztak.

### Szlávok a fasiszta olasz uralom alatt
Az első világháború után a Szerb-Horvát-Szlovén Királyság (a későbbi Jugoszláv Királyság) és az Olasz Királyság közötti Rapallói szerződés (1920. november 12.) értelmében Olaszország Trieszttel együtt megszerezte szinte egész Isztria területét. Kivétel volt Krk szigete és Kastav község egy része, amely a Szerb-Horvát-Szlovén Királysághoz került. A római szerződéssel (1924. január 27.) Olaszország az eredetileg független államnak tervezett Fiumét is elfoglalta. Ezeken a területeken az 1920-as és 1930-as években a lakosság kényszer olaszosításának politikája folyt. 

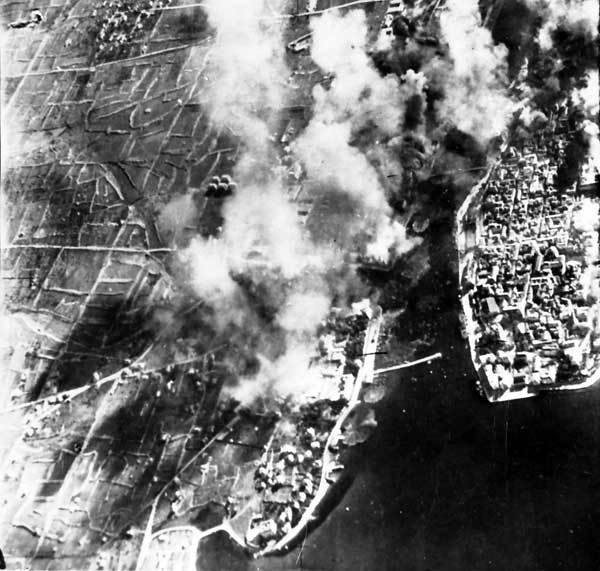
Zára bombázása a második világháborúban

 Emellett voltak fasiszta erőszakos cselekmények is, amelyeket a hatóságok nem akadályoztak meg, mint például a pólai és trieszti horvát Narodni dom (Nemzeti Ház) felgyújtása, amelyeket 1920. július 13-án éjszaka a rendőrség hallgatólagos beleegyezésével fasiszták hajtottak végre. A helyzet a Júliai Krajina annektálása, és különösen Benito Mussolini hatalomra kerülése (1922) után tovább romlott. 1923 márciusában Júliai Krajina prefektusa megtiltotta a horvát és a szlovén nyelv használatát a közigazgatásban, míg bíróságokon való használatukat az 1925. október 15-iki királyi rendelet tiltotta meg.
A horvát és szlovén egyesületek és intézmények (Sokol, olvasótermek stb.) tevékenységét már a megszállás alatt betiltották, később azonban az egyesületi törvénnyel (1925), a nyilvános tüntetésekről szóló törvénnyel (1926) és különösen a közrendről szóló törvénnyel (1926) végleg megakadályozták. A tartományi fasiszta titkárságok 1927. június 12-iki határozata értelmében minden szlovén és horvát társaságnak, valamint sport- és kulturális egyesületnek be kellett fejeznie minden tevékenységét. A trieszti prefektus 1928. november 19-iki külön utasítására az „Edinost” politikai társaságot is feloszlatták. Az isztriai horvát és szlovén szövetkezeteket, amelyeket eleinte a pulai vagy trieszti takarékpénztárak szívtak fel, fokozatosan felszámolták. Ezzel egy időben a Jugoszláv Királyság is erőszakos asszimilációs politikát kísérelt meg a dalmáciai olasz kisebbséggel szemben. Ennek hatására dalmáciai olasz kisebbség többsége úgy döntött, hogy az Olasz Királyságba települ át.

### A második világháborúban
A Wehrmacht Jugoszlávia elleni invázióját követően (1941. április 6.) az olasz megszállási övezet tovább bővült. Olaszország Horvátország (beleértve Dalmácia nagy részét) és Szlovénia (beleértve fővárosát, Ljubljanát is) nagy területeit annektálta. Az Usztasa, a katolicizmus és az ultranacionalizmus által feltüzelt horvát fasiszta mozgalom segítségével az olasz megszállók folytatták a partizántevékenység elfojtását, valamint az újonnan elcsatolt tartományokban több ezer jugoszláv civil meggyilkolását és koncentrációs táborokban (például a rabi koncentrációs táborban) történő bebörtönzését. Mindez fokozta a fasiszta Olaszország szlovén és horvát alattvalóinak olaszellenességét.

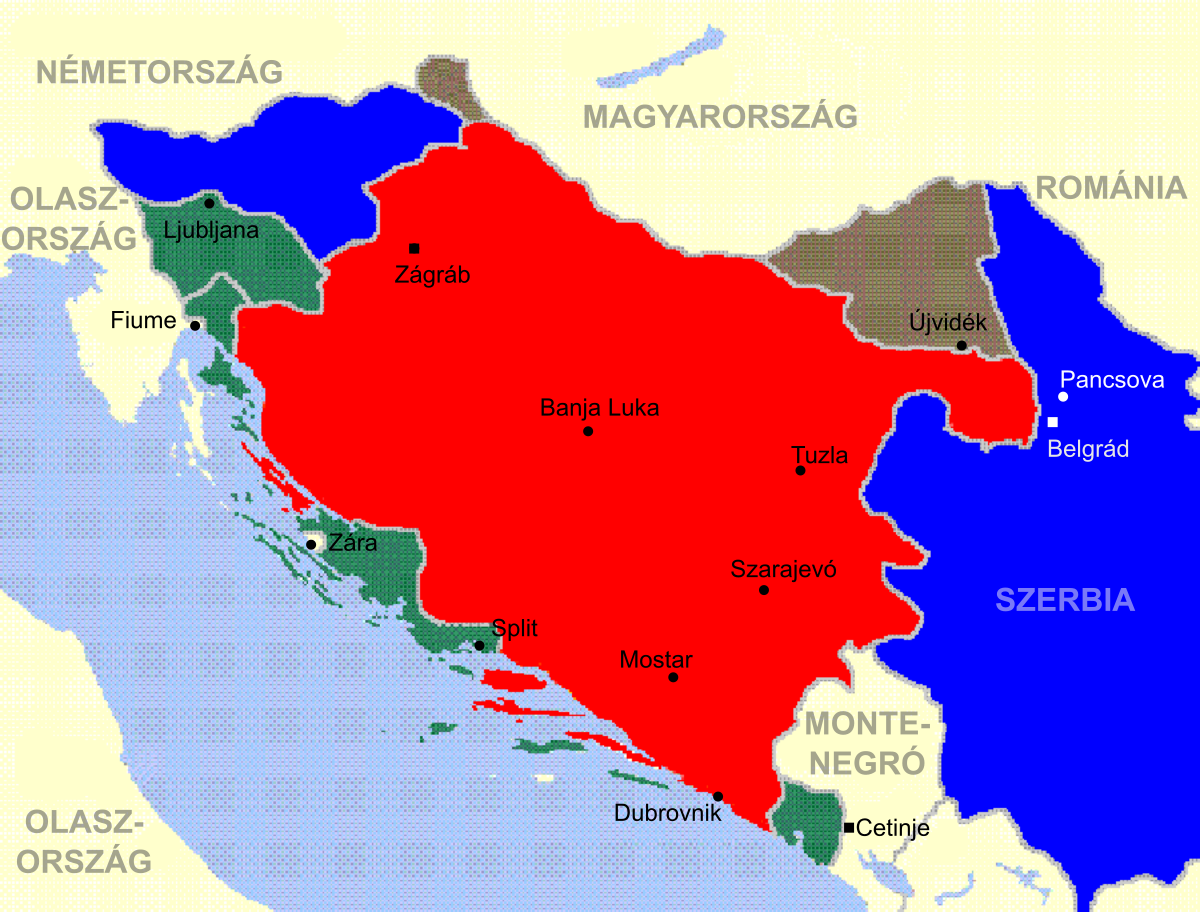
Jugoszlávia felosztása a tengelyhatalmak inváziója után.
Olaszország által csatolt területek: a Ljubljana tartományt alkotó terület, a Fiume tartománnyal egyesült terület és a Dalmácia kormányzóságot alkotó területek
Független Horvát Állam
A náci Németország által megszállt terület
A Magyar Királyság által elfoglalt területek

A lakosság az olasz megszállás alatt egészen az 1943. szeptemberi kapitulációig atrocitásoknak volt kitéve, amelyekről Claudio Pavone olasz történész az „agresszív és erőszakos. Nem annyira szemet szemért, mint fejet szemért” kifejezéssel jellemzett; Az atrocitásokat gyakran az Usztasa segítségével hajtották végre.
A második világháború után nagyszabású menekültáradat indult el, mert sokan inkább Olaszországot választották, minthogy a kommunista Jugoszláviában éljenek tovább. Jugoszláviában a távozókat „optanti”-nak hívták, ami fordításban „választókat” jelent; ők maguk esulinak, azaz száműzöttnek nevezték magukat. Motívumaik között szerepelt a megtorlástól való félelem, valamint a gazdasági és etnikai üldöztetés.

### A foibe-mészárlások
Az 1943 és 1947 közötti elvándorlást tovább fokozta a „foibe-mészárlásokként” ismert erőszakhullám, amelyet főként az OZNA és a jugoszláv partizánok követtek el a Júliai Krajinában (Karsztvidék és Isztria), a Kvarneren és Dalmáciában a helyi olasz lakosság (isztriai és dalmáciai olaszok), valamint általában azok ellen az antikommunisták ellen (horvátok és a szlovének ellen is), akiket általában a fasizmussal, a nácizmussal és a tengelyhatalmakkal való együttműködéssel hoztak összefüggésbe,  köztük Tito valódi, potenciális vagy feltételezett kommunista ellenfelei ellen is.  A megtorlás eszközei az állami terrorizmus, a megtorló gyilkosságok és az olaszok elleni etnikai tisztogatás voltak.
A két kormány által 1995-ben ezen ügyek kivizsgálására létrehozott vegyes olasz-szlovén Történelmi Bizottság az 1945-ös gyilkosságok körülményeit így ismertette:
|  | „14. Ezeket az eseményeket a fasisztákkal való leszámolás légköre váltotta ki; de a jelek szerint többnyire egy előzetes tervből indultak ki, amely több irányelvet is tartalmazott: a fasizmushoz, a náci felsőbbrendűséghez, és a velük való együttműködéshez, valamint az olasz államhoz valamilyen módon (személyes felelősségüktől függetlenül) kapcsolódó személyek és struktúrák eltávolítására törekedtek abból a célból, hogy a kommunista rezsim valós, potenciális vagy csak állítólagos ellenfeleivel szemben megelőző tisztítogatást hajtsanak végre, valamint elősegítsék a Júliai Krajina bekebelezését az új szocialista Jugoszláviába. A kezdeti lendületet az a forradalmi mozgalom gerjesztette, amely aztán politikai rendszerré változott, és a partizánok közötti nemzeti és ideológiai intolerancia vádját nemzeti szintű erőszakká változtatta.” |
|  | |

A titói kommunizmus valós, potenciális vagy vélt ellenfeleit (olasz, szlovén és horvát antikommunisták, kollaboránsok és radikális nacionalisták) erintő megelőző megtisztogatásként a jugoszláv partizánok meg akarták ölni mindazokat, akik ellenezhetik vagy kompromittálhatják az olasz területek jövőbeli annektálását. Így a jugoszláv partizánok a helybeli antifasiszta autonomistákat is kiirtották – köztük az olasz antifasiszta partizánszervezetek vezetőségét és a fiumei autonóm párt olyan vezetőit, mint Mario Blasichit és Nevio Skullt, akik támogatták Fiume városának függetlenségét Olaszországtól és Jugoszláviától egyaránt. Fiuméban a jugoszláv egységek bevonulása után legalább 650 főt gyilkoltak meg mindenféle bírósági tárgyalás nélkül.

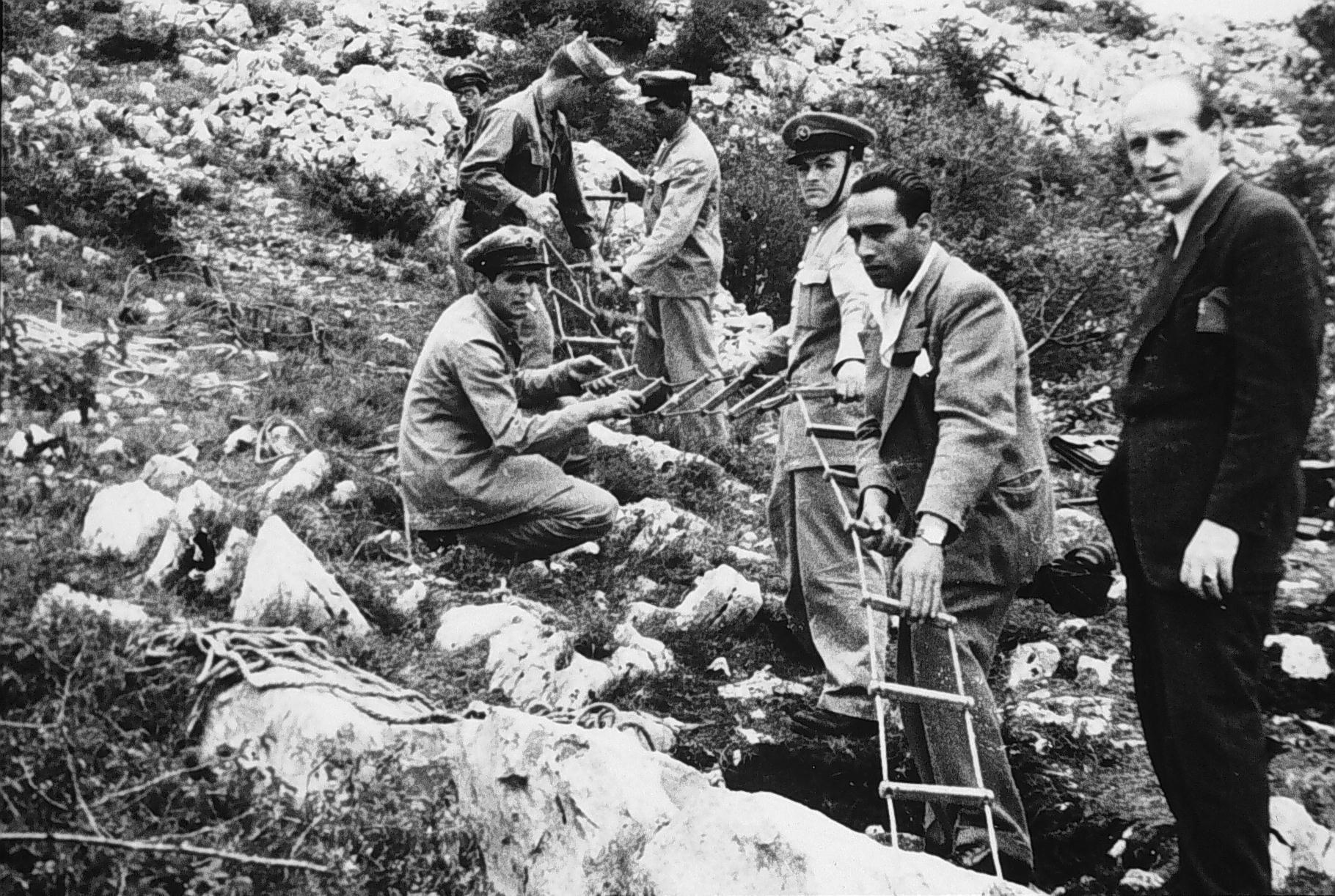
Foiba feltárása a második világháború után Friuliban.

Foibe-mészárlások áldozatainak azokat az áldozatokat nevezik, akiket gyakran élve dobtak az ún. „foibákba”. Ezeket a mély, természetes víznyelőket, illetve bányaknákat holttestek elrejtésére is alkalmazták. Tágabb vagy szimbolikus értelemben egyes szerzők a kifejezést a megszállt területeken az olasz embereknek a jugoszláv erők általi eltüntetésére vagy meggyilkolására használták, de nem vonatkozott a más pártok vagy erők által elkövetett lehetséges „foibe”-gyilkosságokra. Ezek közé tartoztak az olaszok kényszerű deportálásából eredő halálesetek, vagy azok, akik e vitatott területekről próbáltak elmenekülni.
A foibákban meggyilkolt emberek becsült száma vitatott, száztól több ezerig terjed, egyes források szerint 11 000 vagy 20 000 is lehet. Raoul Pupo olasz történész 3000-4000 áldozatra becsüli a volt Jugoszlávia és Olaszország összes területén 1943 és 1945 között meggyilkoltak számát, mely gyilkosságok elsődleges célpontjai a fasiszta rezsim katonai és elnyomó erői, valamint a rezsimmel kapcsolatban álló civilek voltak, beleértve a szláv kollaboránsokat is. A foibe-mészárlásokat nagyfokú isztriai és dalmát kivándorlás követte.

## Az exodus
A gazdasági bizonytalanság, az etnikai alapú gyűlölet és a nemzetközi politikai kontextus, amely végül a vasfüggönyhöz vezetett, azt eredményezte, hogy az Isztriát, Dalmáciát és Észak-Júliai Krajinát akár 350 000, főként olasz ember is elhagyhatta. A békeszerződések értelmében a száműzöttek vagyonvesztéséért kártérítést és egyéb jóvátételt kellett volna fizetnie az olasz államnak, de végül nem kaptak semmit. Azokat a száműzötteket, akik hazájukból a tűrhetetlen bánásmód elől az olasz haza segítségének ígéretével menekültek, egykori koncentrációs táborokban és börtönökben terelték össze. A száműzöttek ellenségeskedésbe ütköztek azon olaszok részéről is, akik úgy tekintettek rájuk, mint akik elviszik a szűkös élelmet és munkahelyeket. Az elvándorlást követően a megüresedett területeket jugoszlávokkal telepítették be.

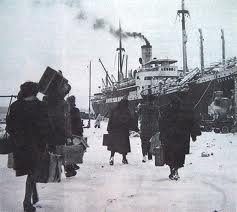
Olasz menekültek Pólában 1947-ben

A neves jugoszláv politikai disszidens, Milovan Đilas az olasz Panorama magazinnak adott 1991-es interjújában azt állította, hogy 1946-ban Edvard Kardelj mellett őt küldték az Isztriára, hogy olaszellenes propagandát szervezzenek. Kijelentette, hogy mivel a városi területeken többséget alkottak, „az olaszok távozására való rábírására mindenféle nyomást kellett alkalmazni”. Bár 1954-ben megfosztották hivatalától, Đilas 1946-ban a Jugoszláv Kommunista Párt Központi Bizottságának tagjaként, és annak propagandaosztályáért felelős politikusaként még magas rangú jugoszláv személyiségnek számított.
1946-ban és 1947-ben ellen-exodus ment végbe, amikor az eltávozott olaszok helyére bajtársias gesztusként több száz Monfalcone és Trieszt városából való olasz kommunista munkás Jugoszláviába, pontosabban a fiumei hajógyárakba költözött. Ők Tito új Jugoszláviáját tekintették az egyetlen helynek, ahol lehetséges volt a szocializmus felépítése, de csakhamar keservesen csalódtak. A jugoszláv rezsim deviationizmussal vádolta őket, néhányukat pedig koncentrációs táborokba deportálták.
A poreči és pólai katolikus egyházmegye olasz püspökét Raffaele Radossit 1947. július 2-án a szlovén Mihovil Toroš váltotta fel. Ezt megelőzően, amikor 1946 szeptemberében Radossi püspök Žbandajban bérmált, a helyi aktivisták partizán kolo tánccal vették körül. Radossi püspök ezt követően a poreči püspöki rezidenciáról Pólába költözött, amely akkoriban az Egyesült Királyság és az Amerikai Egyesült Államok kormányának közös igazgatása alatt állt. Utolsó bérmálását 1946 októberében végezte Filipanában, ahol csak kis híján úszta meg a banditák egy csoportjának támadását. 1947. augusztus 3-án Ugo Camozzo fiumei püspök is Olaszországba költözött.

### A kivándorlás időszakai

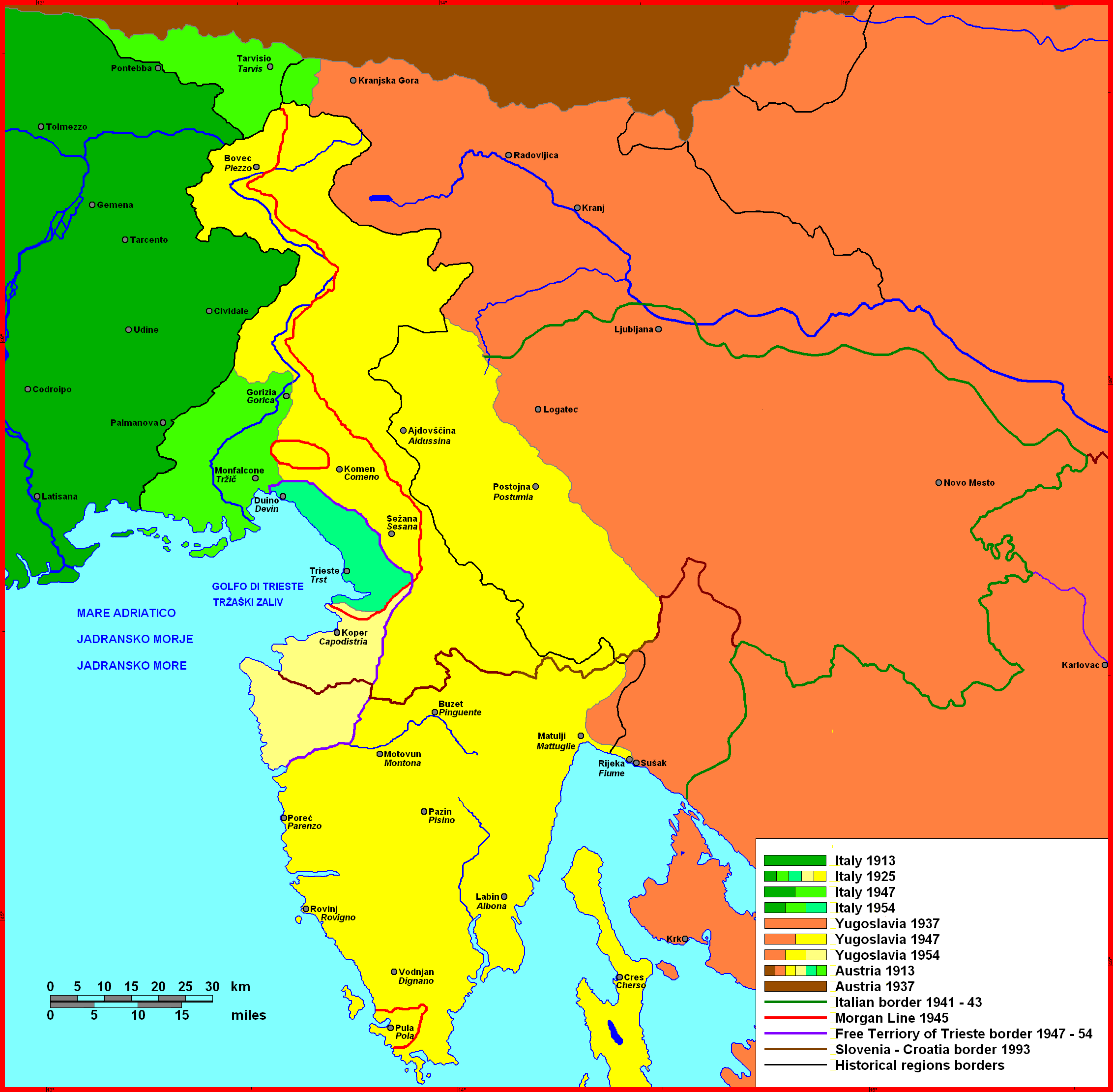
Az olasz határ változásai 1920 és 1975 között.
Az Osztrák Tengermellék, a későbbi Júliai Krajina, amelyet 1920-ban a rapallói szerződéssel Olaszországhoz csatoltak (a határnak az 1924-es római szerződésben történt kiigazításával) és amelyet aztán 1947-ben a párizsi békeszerződésekkel átengedtek Jugoszláviának.
Az 1920-ban Olaszországhoz csatolt területek, melyek 1947 után is az olaszoké maradtak.
Azok a területek, amelyeket 1920-ban Olaszországhoz csatoltak, 1947-ben a párizsi szerződésekkel a Trieszti Szabad Területhez kerültek, majd 1975-ben az osimoi szerződés véglegesen Olaszországhoz csatolt.
Az 1920-ban Olaszországhoz csatolt területek, melyek a párizsi szerződésekkel 1947-ben a Trieszti Szabad Területhez kerültek, majd 1975-ben az osimoi szerződéssel véglegesen Jugoszláviához csatolták.

A kivándorlás 1943 és 1960 között zajlott, de ezen belül a fő népességmozgások 1943-ban, 1945-ben, 1947-ben és 1954-ben történtek.
Az első időszak az olasz hadsereg fegyverletétele és az antifasiszta erőszak első hullámának kezdete után zajlott. A jugoszláv partizánok által támadott Wehrmacht és a helyi kollaboráns erők (az Usztasa, a Domobranci, a csetnikek és a Mussolini-féle Olasz Szociális Köztársaság egységei) frontszintű visszavonulást hajtottak végre. Az első város, ahonnan a helyi olaszok tömegesen távoztak, Zára volt. 1943 novemberében Zárát bombázták a szövetségesek, mely súlyos polgári áldozatokkal járt (a város több mint 20 000 lakosából feljegyzett halálos áldozatok száma az 1000 alatti számtól 4000-ig terjed). A szőnyegbombázásokban sokan meghaltak. Számos nevezetesség és több évszázados műalkotás megsemmisült, és a civilek jelentős része elmenekült a városból. 1944. október végén a német hadsereg és az olasz polgári közigazgatás nagy része elhagyta a várost. 1944. október 31-én a partizánok elfoglalták Zárát, amely addig a Mussolini-féle Olasz Szociális Köztársaság része volt. A második világháború kezdetén Zára lakossága 24 000 volt, mely szám 1944 végére 6 000-re csökkent. A város formálisan még 1947. szeptember 15-ig olasz fennhatóság alatt maradt, de ekkorra már majdnem teljes volt a kivonulás a városból (Párizsi békeszerződések).
A második hullám a háború végén távozott, amikor az ellenőrzés megteremtésére megkezdődtek a gyilkosságok, a kisajátítások és a jugoszláv hatóságok nyomásgyakorlásának egyéb formái. 1945. május 2–3-án a jugoszláv hadsereg előőrse elfoglalta Fiumét. Itt több mint 500 kollaboránst, olasz katonát és közalkalmazottat végeztek ki; a helyi Autonómia Párt vezetőit, köztük Mario Blasichot és Nevio Skullt is meggyilkolták. 1946 januárjára több mint 20 000 ember hagyta el a tartományt.

1945 után a helyi olaszok távozását kevésbé erőszakos események is megerősítették. Pamela Ballinger amerikai történész szerint:
|  | „1945 után a fizikai fenyegetések általában átadták a helyüket a megfélemlítés finomabb formáinak, mint például az ingatlanok államosítása és elkobzása, a Trieszt városába irányuló (szárazföldi és tengeri) szállítási szolgáltatások megszakítása, az „A” zónában dolgozó és a „B” zónában élő személyek fizetésének súlyos megadóztatása, a papság és a tanárok üldözése, valamint a különleges határvaluta, a Jugolira létrehozása okozta gazdasági nehézségek.” |
|  | |

A kivándorlás harmadik része a párizsi békeszerződés után történt, amikor egy kis északnyugati területet, amely a független Trieszti Szabad Területet alkotta, az Isztria a Jugoszláv Szocialista Szövetségi Köztársaság fennhatósága alá került. Az olasz lakosság nagyarányú elvándorlásának helyszíne ekkor Póla tengerparti városa volt. 1946 decembere és 1947 szeptembere között Póla szinte teljesen kiürült, mivel lakói elhagyták minden vagyonukat, és az olasz állampolgárságot „választották”. A 32 ezres város lakosságából 28 ezren távoztak. A lakosok evakuálását 1947 márciusában, arra számítva, hogy a város 1947 szeptemberére átkerül a Szövetséges Katonai Kormány irányítása alól a megszállt területekért a jugoszláv uralom alá az olasz polgári és szövetséges katonai hatóságok szervezték meg.
A negyedik kivándorlási időszakra a londoni „egyetértési memorandum” után került sor, mely az „A” zóna (Trieszttel együtt) ideiglenes polgári közigazgatását Olaszországnak, a „B” zónát pedig Jugoszláviának adta. Végül 1975-ben az osimói szerződés hivatalosan is felosztotta a korábbi Trieszti Szabad Területet a Jugoszláv Szocialista Szövetségi Köztársaság és az Olasz Köztársaság között.

### A történészek becslései
- Vladimir Žerjavić horvát történész, 191 421 horvát területről elűzött olaszról ír;
- Nevenka Troha szlovén történész a szlovén területről elűzöttek számát 40 000 olasz és 3 000 szlovén száműzöttben adja meg;
- Raoul Pupo olasz történész mintegy 250 000 olasz száműzöttről ír;
- Flaminio Rocchi olasz történész mintegy 350 000-re becsüli olasz száműzöttek számát;
- A vegyes olasz-szlovén Történelmi Bizottság 27 000 olasz és 3 000 szlovén migránst igazolt Szlovénia területéről;
- A jugoszláv hatóságok több évtizedes hallgatása után (az isztriai kivándorlás története tabu téma maradt a jugoszláv közbeszédben), maga Tito 1972-ben egy montenegrói beszéd során kijelentette, hogy a háború után háromszázezer isztriai hagyta el a félszigetet.[87]

### Híres kivándoroltak
- Alida Valli, filmszínésznő
- Mario Andretti, autóversenyző
- Lidia Bastianich, séf

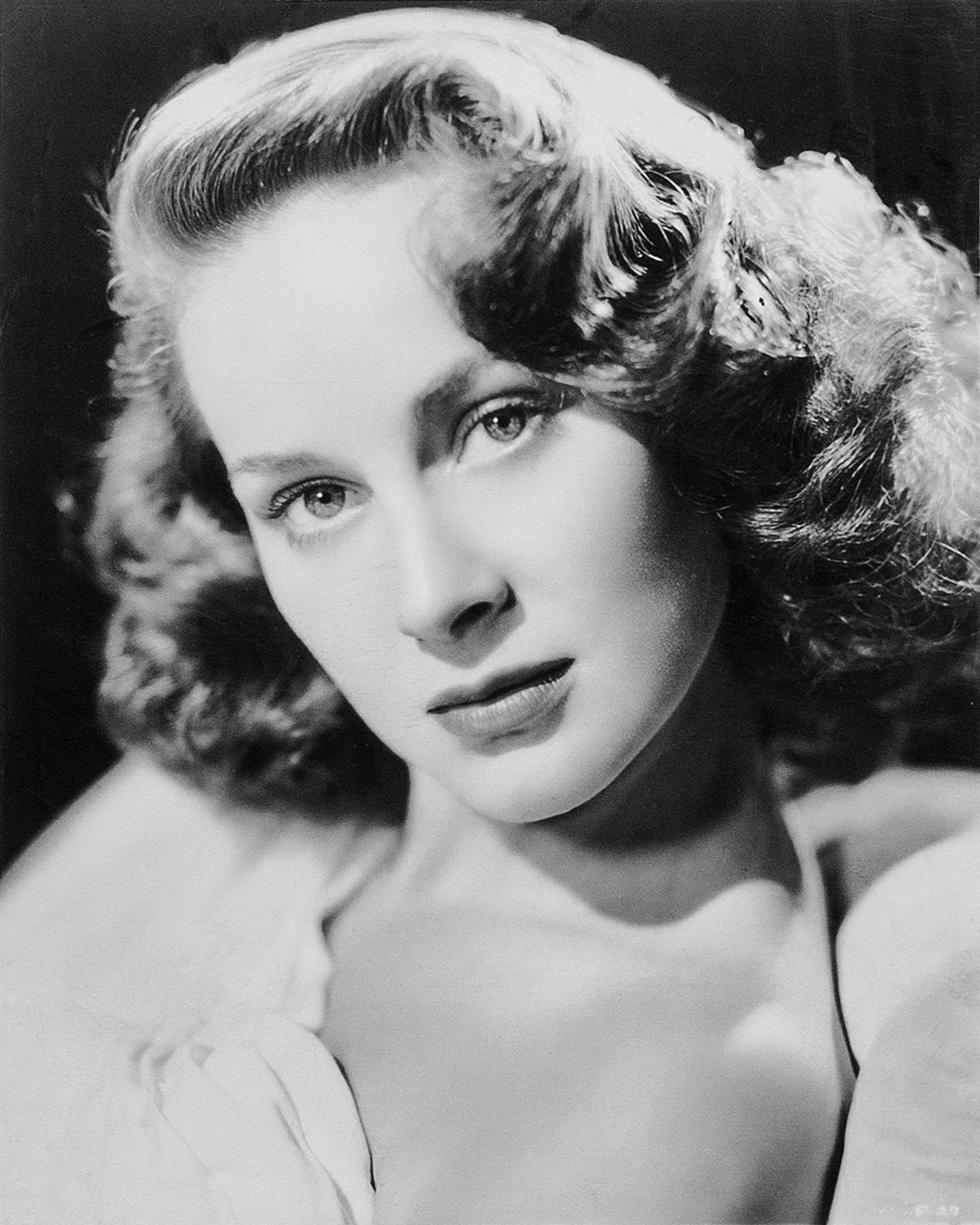
Alida Valli 1947-ben

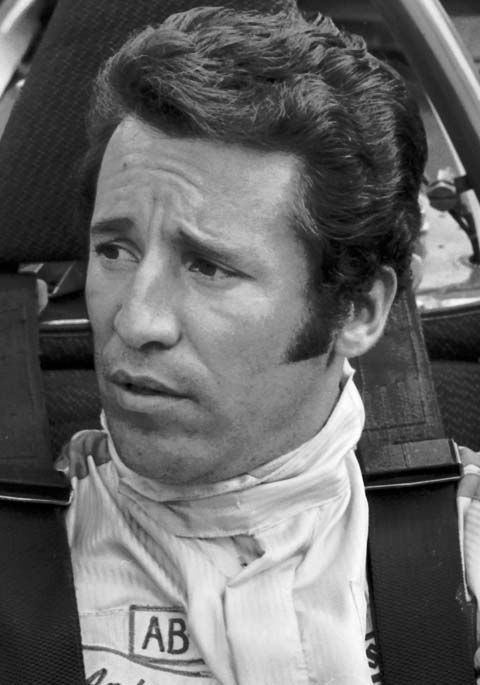
Mario Andretti 1969-ben

- Nino Benvenuti, ökölvívó, háromszoros profi világbajnok és olimpiai bajnok[88]
- Enzo Bettiza, író, újságíró, politikus
- Valentino Zeichen, költő és író

- Laura Antonelli, filmszínésznő
- Sergio Endrigo, énekes, dalszerző
- Antonio Blasevich, labdarúgó
- Silvio Ballarin, tudós
- Dino Ciani, zongoraművész
- Giovanni Cucelli, teniszező

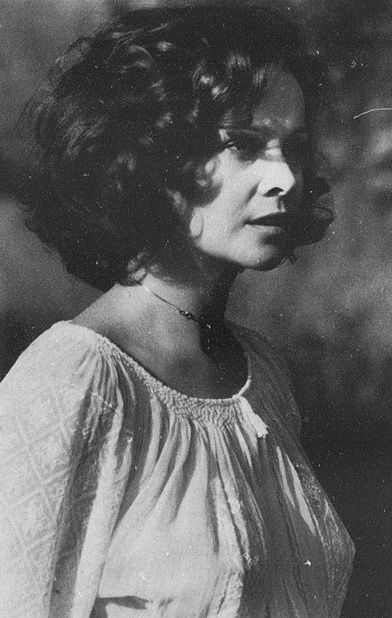
Laura Antonelli 1973-ban

- Renzo de' Vidovich, politikus és újságíró
- Aldo Duro, lexikográfus
- Wilma Goich, énekes
- Irma Gramatica, színművésznő
- Ezio Loik, labdarúgó
- Ottavio Missoni, stiliszta
- Anna Maria Mori, író
- Abdon Pamich, gyalogló
- Pier Antonio Quarantotti Gambini, író
- Nicolò Rode, vitorlázó
- Orlando Sirola, teniszező
- Agostino Straulino, vitorlázó
- Leo Valiani, politikus
- Rodolfo Volk, labdarúgó

## Utóhatása

### A kártérítések ügye

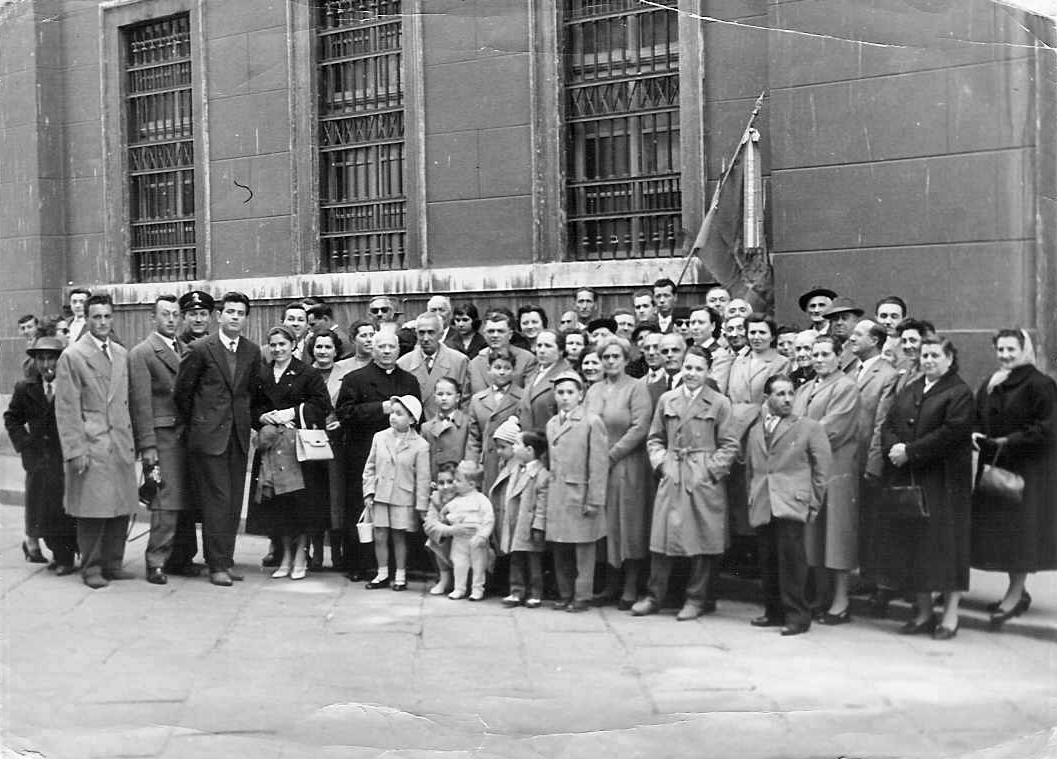
Isztriai olasz menekültek piemontei közössége 1959-ben Triesztben

1983. február 18-án Jugoszlávia és Olaszország szerződést írt alá Rómában, amelyben Jugoszlávia vállalta, hogy 110 millió USD-t fizet a száműzöttek azon vagyonáért, amelyet a háború után a Trieszti Szabad Terület B zónájában koboztak el.
A jóvátétel kérdése azonban rendkívül összetett, és továbbra is megoldatlan: a száműzöttek 2022-ig még nem kaptak kártérítést. Valójában nagyon kicsi a valószínűsége annak, hogy a Trieszti Szabad Terület B zónájából száműzöttek valaha is kárpótlást kapjanak. A vagyonkompenzáció ügye az Isztriai Demokratikus Nemzetgyűlés, az Isztria megyét jelenleg irányító regionális párt programjában szerepel.

### Kisebbségi jogok
Az exodus kapcsán és a kommunista Jugoszlávia időszakában (1945–1991) a jugoszláv belpolitika egyik kulcskérdése volt a nemzetek és a nemzeti kisebbségek egyenjogúsága, az etnikumok közötti kapcsolatok kezelése. 1943 novemberében a Jugoszlávia Nemzeti Felszabadításának Antifasiszta Tanácsa (AVNOJ) második közgyűlése kikiáltotta a Jugoszláv Föderációt. A kiáltvány negyedik bekezdése kimondta, hogy „Jugoszláviában az etnikai kisebbségeknek minden nemzeti jogot meg kell adni”. Ezeket az elveket az 1946-os és az 1963-as alkotmány kodifikálta, és az 1974-es utolsó szövetségi alkotmány ismételten, részletekbe menően megerősítette.
Kimondta, hogy a nemzeteknek és nemzetiségeknek egyenlő jogokkal kell rendelkezniük (245. cikk). Kimondta továbbá, hogy „… minden nemzetiségnek szuverén joga szabadon használni saját nyelvét és írásmódját, ápolni saját kultúráját, e célból szervezeteket létrehozni, és más alkotmányos jogokat élvezni…” (274. cikk)

### Az emléknap
Olaszországban a 2004. március 30-iki 92. törvény február 10-ét a „Foibe és az isztriai-dalmát kivándorlás áldozatainak emléknapjává” nyilvánította. Ugyanez a törvény egy külön emlékérmet hozott létre az áldozatok hozzátartozói számára.
 Emléknapi érem  a foibe-gyilkosságok áldozatainak hozzátartozói számára.

## Történelmi viták

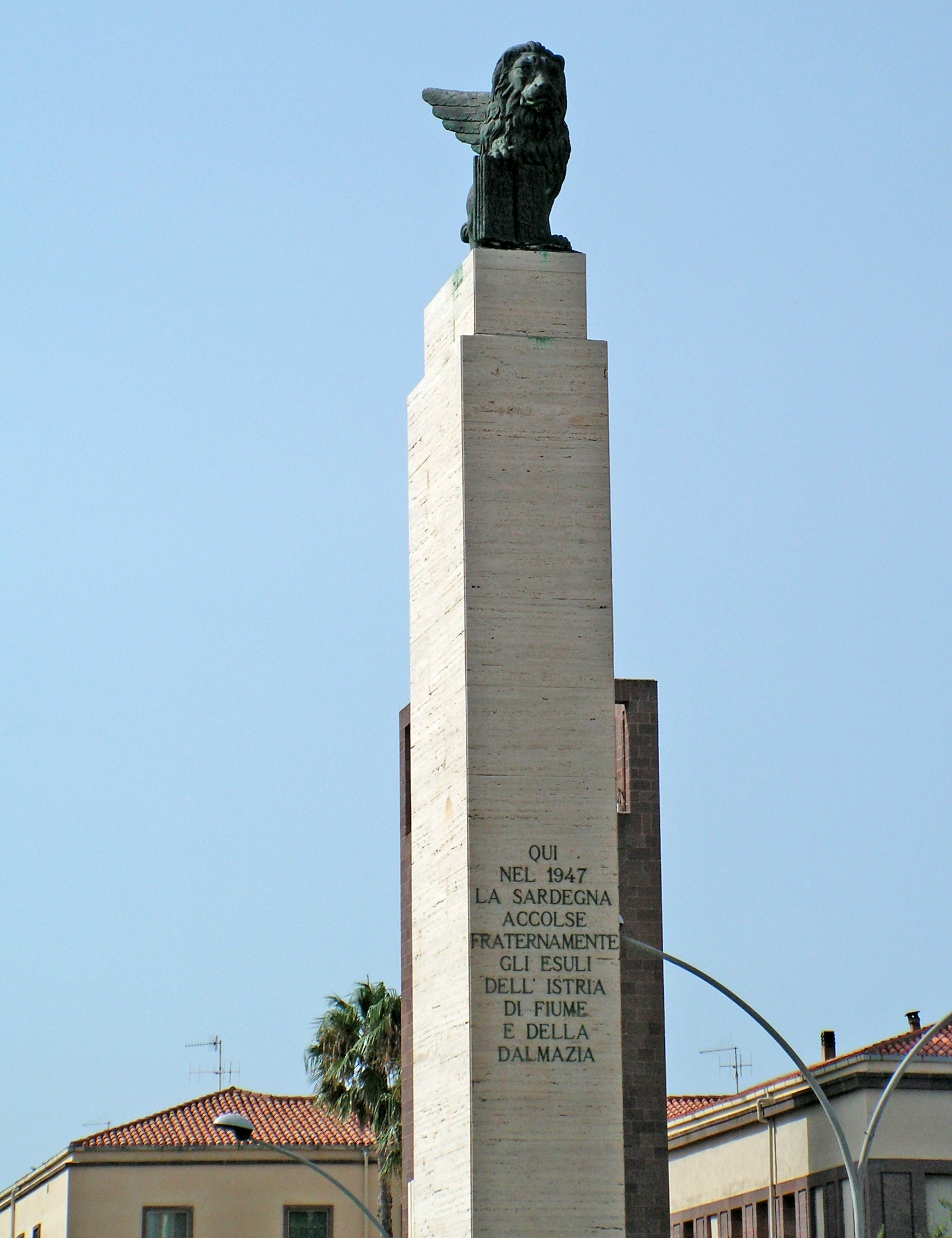
Az isztriai-dalmát exodusnak szentelt emlékoszlop Fertiliában, Alghero közelében, Szardínia szigetén

A történészek között a mai napig nincs teljes egyetértés az isztriai kivándorlás okairól és eseményeiről.
Pertti Ahonen történész szerint:
|  | „ A kivándorlás mögött összetett motivációk állnak. A háború utáni kezdeti erőszak (gyilkosságok, elkobzások, a hatóságok nyomása) okozta félelem szerepet játszott. Jugoszláv részről úgy tűnik, hogy nem született hivatalos határozat a jugoszláviai olaszok kiutasításáról. A jugoszláv hatóságok lépései ellentmondásosak voltak: egyrészt erőfeszítéseket tettek a kivándorlók áramlásának megfékezésére, például bürokratikus akadályok állítása a kivándorlás előtt és a helyi támogatók elnyomása. Másrészt az olaszokat nyomás alá helyezték, hogy gyorsan és tömegesen távozzanak.” |
|  | |

Darko Darovec szlovén történész szerint:
|  | „Nyilvánvaló azonban, hogy a békekonferenciákon az új államhatárokat nem ideológiai szempontok alapján húzták meg, hanem nemzeti szempontok alapján. Az ideológiai kritériumok segítségével a nemzeti kisebbségeket meggyőzték az egyik vagy a másik oldalra való csatlakozásról. Ennek érdekében hangzatos elnevezésű társadalmi-politikai szervezeteket hoztak létre, ezek közül a legfontosabb a SIAU, a Szláv-Olasz Antifasiszta Unió, amely a politikai harc szükségletei által mozgósította a tömegeket a „demokrácia” nevében. Bárki, aki másként gondolkodik, vagy nemzetileg „következetlen”, az úgynevezett „tisztogatási eljárásnak” vetődik alá. Egy ilyen politika első nagy sikere nemzeti téren az Olaszországgal kötött békeszerződés hatálybalépését (1947. szeptember 15.) követő tömeges elvándorlás Pólából. Nagy ideológiai nyomást gyakoroltak a Kominformmal való összecsapás idején is, ami miatt a KP számos szimpatizánsa, olaszok és mások emigráltak Isztráról és az FTT (Trieszti Szabad Terület) B zónájából.” |
|  | |

A vegyes Olasz-Szlovén Történelmi Bizottság szerint:
|  | „A háború utáni első napok óta néhány helyi aktivista, akik haragjukat az isztriai fasiszták tettei miatt az olasz lakosságra hárították, egyértelművé tették szándékukat, hogy megszabaduljanak az új hatóságok ellen fellázadt olaszoktól. Az eddigi szakértői eredmények azonban nem erősítik meg egyes – bár befolyásos – jugoszláv személyiségek vallomását az olaszok szándékos kiutasításáról. Ilyen tervre – a jugoszláv vezetés magatartása alapján – csak az Informbiroval való 1948-as szakítás után lehet következtetni, amikor a B zónában lévő olasz kommunisták nagy többsége – a jugoszláv hatóságokkal való kezdeti együttműködés ellenére – amelyekről egyre több fenntartás hangzott el – Tito pártja ellenfelének nyilvánították magukat. Ezért a népi kormány felhagyott a „szlávok és olaszok testvérisége” felé irányuló politikai irányultsággal, amely a jugoszláv szocialista állam keretein belül lehetővé tette a politikailag és társadalmilag letisztult, az ideológiai irányultságot, a rezsim politikáját és a nemzetiséget tiszteletben tartó olasz lakosság létét. A jugoszláv fél egyre nagyobb megelégedéssel érzékelte az olaszok távozását szülőföldjükről, az olasz nemzeti közösséghez való viszonyában pedig egyre világosabban tükröződött az FTT sorsáról folyó tárgyalások megingása. Az 1950-es választások és az 1953-as trieszti válság után újra fellángolt erőszak és a nemkívánatos személyek erőszakos kiutasítása a két övezet közötti határok lezárását célzó intézkedésekkel párosult. A B zóna nemzeti összetételét is megváltoztatta a jugoszlávok bevándorlása a korábban többé-kevésbé kizárólag olasz városokba.” |
|  | |

## A  helyben maradt olaszok
A 2001-ben Horvátországban és a 2002-ben Szlovéniában szervezett népszámlálás szerint a volt Jugoszláviában maradt olaszok száma 21 894 fő (Szlovéniában 2258, Horvátországban 19 636) volt. Az olaszul beszélők száma még ennél is nagyobb, ha figyelembe vesszük azokat a nem olaszokat, akik ezt második nyelvként beszélik. Ráadásul Jugoszlávia felbomlása óta Isztria lakosságának jelentős része a népszámlálás során az országos helyett a regionális nyilatkozatot választotta. Ennek megfelelően több embernek olasz az anyanyelve azoknál, mint akik olasznak vallották magukat. Az 1981-es és 1991-es népszámlálások között (azaz Jugoszlávia felbomlása előtt és után) majdnem megkétszereződött a magukat olasznak valló Horvátországban élők száma. A „La Voce del Popolo” napilap, a horvátországi olaszok fő lapja Fiuméban jelenik meg.

### A hivatalos kétnyelvűség

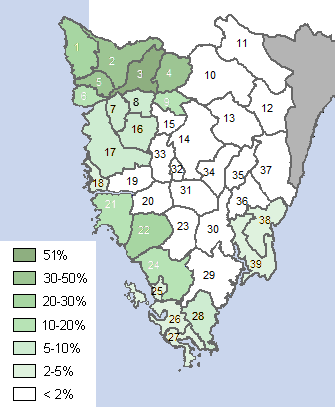
Az olaszok isztriai számaránya 2001-ben

Az olasz az Isztria szlovén részének négy településén a szlovénnel közösen hivatalos nyelv: Piran (olaszul: Pirano), Koper (olaszul: Capodistria), Izola (olaszul: Isola d'Istria) és Ankaran (olaszul: Ancarano). Isztria horvát részének sok településén van kétnyelvűségi törvény, és az olasz nyelv társhivatalos nyelvnek számít. Évek óta vita folyik arról a javaslatról, hogy az olasz nyelvet, akárcsak Isztria horvát részén, társhivatalos nyelvvé emeljék.
Fiume városa kulturális és történelmi örökségének elismerésével és tiszteletben tartásával Fiume város önkormányzati szférájával kapcsolatos közügyekben biztosítja az olasz őshonos nemzeti kisebbség számára saját nyelvének és írásának használatát. Fiume városa lehetőségei keretein belül biztosítja és támogatja az őshonos olasz kisebbség tagjainak oktatási és kulturális tevékenységét, intézményeit.
A népszámlálási adatok azt mutatják, hogy az Isztria horvát részének különböző településein még mindig jelentős számú olasz él. Így például Grožnjan/Grisignana lakosságának 51%-a, Brtonigla/Verteneglio lakosságának 37%-a, Buje/Buie lakosságának pedig közel 30%-a olasz. Ezekben a községekben a horvátországi „Comunità degli Italiani” fontos helyi szervezetei működnek. Az olasz nyelv az Isztria horvát részének tizenkilenc településén hivatalos: Buje (olaszul: Buie), Novigrad (olaszul: Cittanova), Izola (olaszul: Isola d'Istria), Vodnjan (olaszul: Dignano), Poreč (olaszul: Parenzo), Póla (olaszul: Pola), Rovinj (olaszul: Rovigno), Umag (olaszul: Umago), Bale (olaszul: Valle d'Istria), Brtonigla (olaszul: Verteneglio), Fažana (olaszul: Fasana), Grožnjan (olaszul: Grisignana), Kaštelir-Labinci (olaszul: Castellier-Santa Domenica), Ližnjan (olaszul: Lisignano), Motovun (olaszul: Montona), Oprtalj (olaszul: Portole), Višnjan (olaszul: Visignano), Vižinada (olaszul: Visinada) és Vrsar (olaszul: Orsera).

### Az olasz nyelv az oktatásban

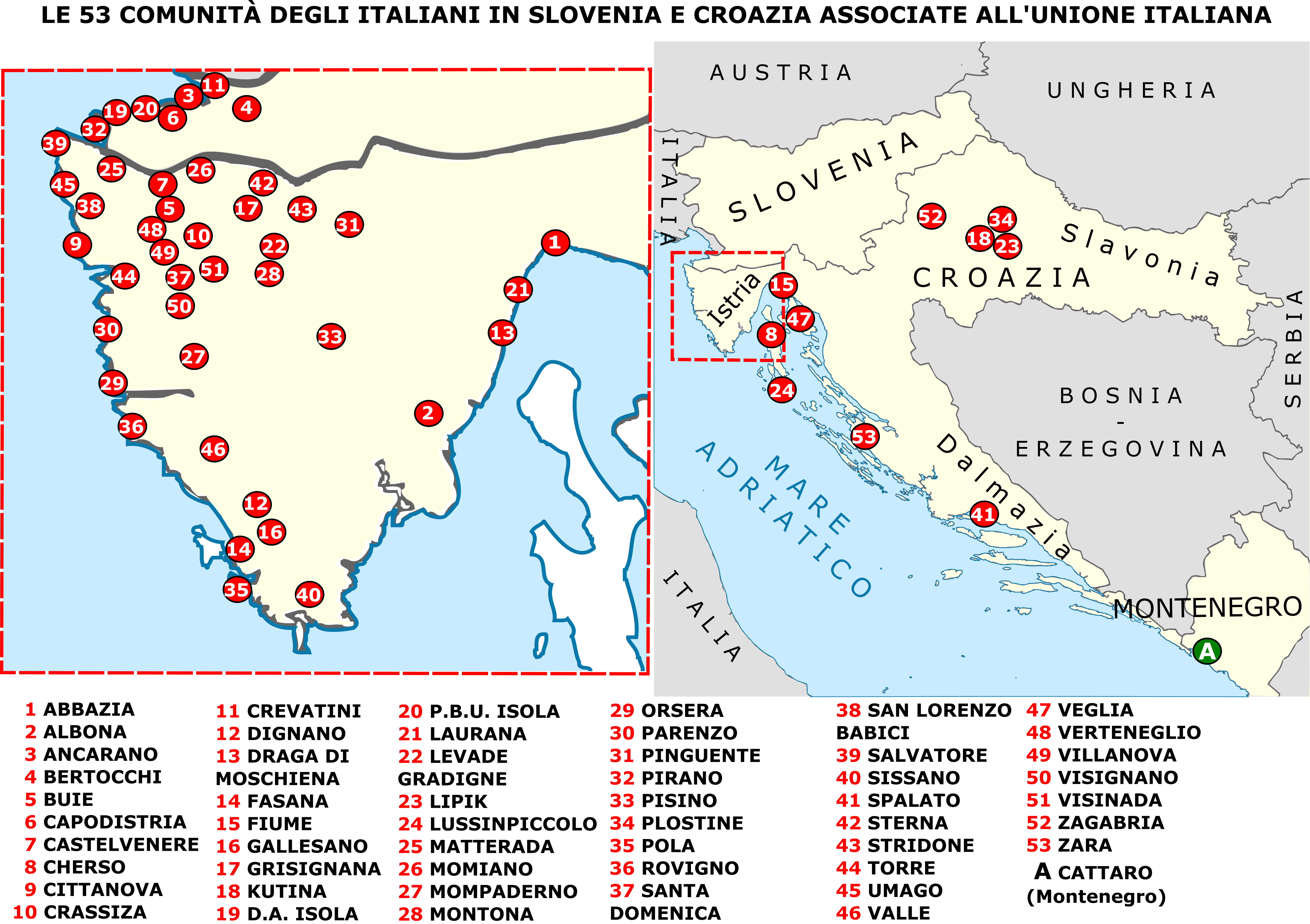
Az Itáliai Unió 53 szlovéniai és horvátországi olasz közössége

#### Szlovénia
A szlovén nyelvű iskolák mellett olasz nyelvű óvodák, általános iskolák, alsó középiskolák és olasz tannyelvű felső középiskolák működnek Koper/Capodistria, Izola/Isola és Piran/Pirano településeken. A szintén kétnyelvű területen működő állami tulajdonú Primorska Egyetemen azonban a szlovén az egyetlen oktatási nyelv (bár az egyetem hivatalos neve tartalmazza az olasz változatot is).

#### Horvátország
A horvát nyelvű iskolák mellett Isztria területén Buje/Buie, Brtonigla/Verteneglio, Novigrad/Cittanova, Umag/Umago, Poreč/Parenzo, Vrsar/Orsera, Rovinj/Rovigno, Bale/Valle, Vodnjan/Dignano, Pula/ Pola és Labin/Albona településéken olasz nyelvű óvodák, Buje/Buie, Brtonigla/Verteneglio, Novigrad/Cittanova, Umag/Umago, Poreč/Parenzo, Vodnjan/Dignano, Rovinj/Rovigno, Bale/Valle és Pula/Pola településeken általános iskolák, Buje/Buiéban, Rovinj/Rovignóban és Pula/Pólában pedig olasz tannyelvű alsó és felső középiskolák működnek.
A Kvarner/Carnaro régióban található Rijeka/Fiume városában vannak olasz óvodák és általános iskolák, Fiuméban pedig egy olasz tannyelvű középiskola működik. A Kvarner/Carnaro régióban található Mali Lošinj/Lussinpiccolo városában olasz óvoda működik.
Zárában, Dalmácia régióban, az olaszok helyi közössége 2009 óta kérte egy olasz tannyelvű intézmény létrehozását. Jelentős kormányzati ellenállást követően a regisztrációhoz egy nemzeti alapú feltételt vezettek be, amely kötelezővé tette az olasz állampolgárságot. Végül 2013-ban 25 gyermekkel nyitották meg az első ilyen intézményt. Ez az óvoda volt az első olyan olasz nyelvű oktatási intézmény, amely az utolsó olasz iskola 1953-as bezárása után nyílt meg Dalmáciában. 2017 óta egy horvát általános iskola is kínálja olasznak, mint idegen nyelvnek az oktatását. Olasz nyelvtanfolyamokat egy középiskolában és az egyetem irodalom-filozófiai karán is indítottak.

## Fordítás
- Ez a szócikk részben vagy egészben  az   Istrian–Dalmatian exodus című angol Wikipédia-szócikk ezen változatának fordításán alapul.  Az eredeti cikk szerkesztőit annak laptörténete sorolja fel. Ez a jelzés csupán a megfogalmazás eredetét és a szerzői jogokat jelzi, nem szolgál a cikkben szereplő információk forrásmegjelöléseként.